# Economia aberta
Uma economia aberta é uma tipo de economia onde não apenas os fatores domésticos, mas também entidades de outros países se envolvem no comércio de produtos (bens e serviços). O comércio pode assumir a forma de troca gerencial, transferência de tecnologia e todos os outros tipos de bens e serviços. Existem certas exceções que não podem ser trocadas; por exemplo – os serviços ferroviários de um país não podem ser comercializados com outro país para usufruir do serviço.
Contrasta com uma economia fechada na qual comércio internacional e financiamento não podem ocorrer. A prática de vender bens ou serviços a um país estrangeiro é chamada de exportação. O ato de comprar bens ou serviços de um país estrangeiro é denominado importação. Exportar e importar recebem coletivamente o nome – comércio internacional.

## Vantagens e desvantagens
Existem várias vantagens económicas para os cidadãos de um país com economia aberta. A principal vantagem é que os cidadãos consumidores têm uma variedade muito maior de bens e serviços para escolher. Além disso, os consumidores têm a oportunidade de investir as suas poupanças fora do país. Existem também desvantagens económicas de uma economia aberta. As economias abertas são interdependentes umas das outras e isto expõe-nas a certos riscos inevitáveis.

## História
A ideia da economia aberta compartilha uma relação com a ideia de globalização. Este processo de pessoas, empresas e governos se conectando e interagindo entre si em todos os países e continentes é uma correlação direta com a ideia de economias abertas. Existem vários eventos históricos que afetaram essas ideologias simultaneamente. Por exemplo, a Rota da Seda, que ligava a Ásia Oriental ao Médio Oriente e à Europa. Outro exemplo seriam as guerras globais como a Primeira Guerra Mundial e a Segunda Guerra Mundial, que tiveram o efeito de criar alianças e parcerias entre países, ligando-os economicamente entre si.
As economias abertas também são influenciadas por opiniões políticas. Abertura econômica, como um conceito político-econômico começou no século XIX e foi caracterizado por duas escolas de pensamento. Os oponentes das economias abertas acreditam que isso poderia enfraquecer as economias nacionais devido à sua natureza competitiva, enquanto os defensores das economias abertas acreditam que a abertura econômica impactaria positivamente comércio e estimularia o crescimento do emprego e oportunidades económicas.

## Conclusão
Se um país tem uma economia aberta, as despesas desse país num determinado ano não têm de ser iguais à sua produção de bens e serviços. Um país pode gastar mais dinheiro do que produz empréstimo do exterior, ou pode gastar menos do que produz e emprestar a diferença a estrangeiros.